# Щербаков, Семён Моисеевич
Семён Моисе́евич Щербако́в (30 января 1930 — 8 апреля 1988) — советский волейболист и волейбольный тренер, игрок сборной СССР (1952—1956). Чемпион мира (1952), 8-кратный чемпион СССР. Связующий. Заслуженный мастер спорта СССР (1962).

## Биография
Выступал за команды: до 1951 — «Спартак» (Москва), 1952 — ВВС МВО, 1953—1962 — ЦДСА/ЦСКМО/ЦСКА. Восьмикратный чемпион СССР (1952—1955, 1958, 1960—1962), победитель Кубка СССР 1953, победитель Кубка европейских чемпионов 1960 и 1962. Серебряный призёр первенства СССР и Спартакиады народов СССР 1956 в составе сборной Москвы. Победитель чемпионатов дружественных армий (1959, 1962).
В сборной СССР в официальных соревнованиях выступал в 1952—1956 годах. В её составе: чемпион мира 1952, бронзовый призёр мирового первенства 1956, участник чемпионата Европы 1955.
После завершения игровой карьеры работал тренером. В 1979—1987 — тренер мужской команды ЦСКА, семикратного чемпиона СССР, четырёхкратного победителя Кубка европейских чемпионов.

## Источник
- Волейбол: Энциклопедия / Сост. В. Л. Свиридов, О. С. Чехов. — Томск: Компания «Янсон», 2001.